# Б'янка Чубар
Б'янка Чубар (фр. Bianca Tchoubar 22 жовтня 1910 року, Харків, Російська імперія — 24 квітня 1990 року, Париж, Іль-де-Франс, Франція) — французький хімік українського походження, дослідниця механізмів органічних та металорганічних реакцій.

## Життєпис

### Дитинство та ранні роки життя
Б'янка Чубар народилася у 1910 році у Харкові, Російська імперія у сім'ї караїмів. Ортодоксальні рабини цієї релігійної громади проголосили дівчинку проклятою при народженні.  
Після завершення Жовтневої революції, родина Чубар покинула Україну у 1920 році з метою імміграції у Францію. На шляху до Парижу, родина Чубар незначні періоди проживала у Стамбулі, Туреччина та Будапешті, Угорщина.

### Освіта
У віці 14 років, Б'янка почала здобувати освіту у Франції. Вона почала відвідувати російську школу в Парижі, яка на той час знаходилася на вулиці rue du Docteur Blanche. У цій школі вона вперше захопилася хімією, адже її там викладала певна мадемуазель Шам'є, хімік російського походження, яка раніше проводила наукові дослідження під керівництвом Марії Склодовської-Кюрі. В Парижі, Б'янка Чубар приймає православне християнство, але досить швидко розчаровується у релігії та починає остаточно дотримуватися агностичного світогляду.
У 1929 році Б'янка Чубар починає вивчати хімію у Сорбонні. У 1931 році вона здобула ступінь бакалавра у галузі природничих наук. Б'янка Чубар самостійно вибрала тему власної дипломної роботи: «Дослідження молекул та заряджених частинок», не зважаючи на незгоду наукового керівника, відомого на той час паризького хіміка, професора Поля Фройндлера.  

### Співпраця із Марком Тіффено
У 1932 році Б'янка Чубар отримує диплом про вищу освіту. У 1932-1933 роках, вона починає тісно співпрацювати із Марком Тіффено, відомим науковцем в галузі органічної хімії аліциклічних сполук, який наймає її у свою власну лабораторію та виділяє фінансування на дослідження Б'янки. 
У 1934 році у співавторстві з Марком Тіффено, Б'янка Чубар публікує свою першу наукову статтю в журналі Академії наук Франції. У 1937 році вона розпочала наукову роботу на посаді наукового практиканта у на той час новоствореному Національному центрі наукових досліджень Франції, де Марк Тіффено стає її науковим керівником. Б'янка Чубар стала першою жінкою, що отримала посаду у цій науковій установі. У 1945 році, паралельно очолюючи лабораторію органічної хімії в Інституті Фур'є, вона обійняла вже повноцінну посаду наукового співробітника Центру . 
У 1946 році захищає докторську дисертацію на тему «Вклад у дослідження реакцій розширення циклу. Нітритне дезамінування 1-амінометилцикланолів». Президентом журі при захисті цієї дисертації був Едмонд Бауер. Б'янці Чубар вдалося представити кардинально нові ідеї у механістичній органічній хімії вже на рівні докторських студій. Значна затримка у захисті докторської дисертації була спричинена політичною нестабільністю 1930-х років у Франції та початком Другої світової війни. Під час війни, Б'янка Чубар, як і її науковий керівник Марк Тіффено, виявили активну громадянську позицію, переховуючи противників нацистського режиму, полонених, та підпільно виготовляючи пікринову кислоту у дослідницьких лабораторіях з метою превенції епідемії жовтяниці. Іншою причиною затримки захисту докторської дисертації були особливості характеру науковиці. Під час написання дисертації вона публічно заявляла про свій інтерес до заряджених інтермедіатів органічних реакцій. Вона прагнула переконати Марка Тіффено в тому, що так звані "ємності спорідненості" та "міграційні здатності" не давали задовільних пояснень спостережуваних закономірностей реакцій розширення циклу, чого не можна було сказати про новітні теорії будови хімічного зв'язку. Такі ідеї Б'янки Чубар зазнавали занепокоєної тиші у тогочасних наукових колах Парижу. Опонент при захисті дисертації, мадам Полін Рамар-Лука, назвала такі твердження Б'янки Чубар "ефемерними теоріями", проте президент дисертаційного журі, Едмонд Бауер, був вражений якістю теоретичної частини роботи та сприйняв висунуті революційні ідеї із ентузіазмом. Б'янка Чубар пояснила реакції розширення циклу нітритним дезамінуванням в термінах мезомерії та утворення заряджених інтермедіатів, підтвердивши та розширивши опубліковані 20 років раніше уявлення Ганса Меєрвейна. 
Співпраця Марка Тіффено та Б'янки Чубар полягала у дослідженні перегрупувань циклічних 1,2-діолів та карбоциклічних первинних амінів, останнє з яких було відкрите Дем'яновим у 1903 році. Ці перегрупування стали темою докторської дисертації Б'янки Чубар, але досліджені та описані нею реакції дістали назву перегрупувань Тіффено-Дем'янова. Незважаючи на неочікувану смерть Марка Тіффено у 1945 році, Б'янка Чубар продовжує досліджувати ці хімічні перетворення та сміливо публікує свої припущення щодо механізмів цих перетворень у наукових виданнях. Сьогодні ці реакції активно застосовуються у органічному синтезі, хоча й досі відомі як перегрупування Тіффено-Дем'янова .  

### Група 12 Національного центру досліджень Франції
Б'янку Чубар критикували за активне пропагування "теорій англійської школи" (електронних ефектів, квантових теорій хімічного зв'язку і т. п.) у французькій органічній хімії. Із цих причин вона обійняла посаду дослідника у Національному центрі наукових досліджень лише у 1955. Колеги Чубар у Центрі прозвали її "спеціалістом із примарних галузей". Натхненна цим прізвиськом, у 1957-1958 роках вона виступила на великій кількості семінарів та конференцій надалі пропагуючи електронні теорії органічних реакцій. У 1960 році, за результатами доповідей вона написала книгу «Механізми органічних реакцій», яка була надзвичайно позитивно сприйнята науковою спільнотою і згодом перекладена шістьма мовами. У цій книзі Б'янка Чубар активно використовувала уявлення Лайнуса Полінга та Крістофера Інгольда у поясненні будови та реакційної здатності органічних сполук, що стало справжньою зміною парадигми у французькій органічній хімії. Публікація книги Б'янки Чубар була справжньою зміною парадигми у французькій органічній хімії, адже це був перший франкомовний підручник, що висвітлював здобутки англійських та американських вчених в галузі дослідження механізмів.
У 1961 році  Б'янка Чубар була призначена директором досліджень у Національному центрі наукових досліджень Франції та очолила власну лабораторію у Інституті природних речовин, Жиф-сюр-Іветт. Остаточно ідеї Б'янки Чубар були визнані у лютому 1968 року,коли вона стала директором групи 12 Національного центру наукових досліджень у Тьє. Згодом, група 12 під керівництвом Чубар розрослася, до неї приєдналися 6 інших наукових груп, що походили із Інституту Фур'є, де раніше працювала Б'янка. Загалом, під керівництвом Б'янки Чубар у Тьє працювало майже 70 науковців, які працювали у різноманітних галузях органічної хімії. Особливості характеру Б'янки Чубар мали суттєвий вплив на режим роботи групи 12. За згадками співробітників Центру, Б'янка Чубар була талановитим очільником, змогла створити злагоджену команду дослідників, але також і забезпечити дружню атмосферу в лабораторіях. Б'янка Чубар вважала, що усі наукові праці, які виходили друком із афіліацією лабораторій групи 12 Національного центру досліджень, є її особистою відповідальністю. Тому, очолюючи власну наукову групу, вона особисто читала, перевіряла та активно обговорювала усі наукові статті (більше 120 друкованих праць за 10 років на посаді), ніколи не претендуючи на співавторство у публікації. За 10 років на посаді керівника наукової групи, вона стала співавтором лише 5 наукових статей, що було справжнім визнанням для її колег у Тьє. Іншою традицією роботи групи 12 під керівництвом Б'янки Чубар були семінари "молодих людей" кожного понеділка. Аспіранти Б'янки Чубар згадують, що на цих семінарах сама науковиця завжди сиділа у передніх рядах аудиторії, оповита хмарою диму сигар, хоча активно і пристрасно обговорювала результати досліджень. Б'янка Чубар активно вводила ідеї квантової хімії у інтерпретацію результатів отриманих у власних лабораторіях. Не зважаючи на експериментальний характер власних досліджень, вона цікавилася здобутками теоретичних галузей хімії, які стрімко розвивалися той час.  
Під час останніх років своєї наукової роботи у групі 12, Б'янка Чубар почала активно співпрацювати із хіміками-спектроскопістами Дідьє Аструком та Джорджем Брамом. Їхні дослідження в основному стосувалися органічних реакцій, що протікають без розчинника, та стимуляції органічних реакцій мікрохвилями.  

### Відвідини СРСР та останні роки життя
Із 1974 року, і згодом під час її адміністративного виходу на пенсію, Б'янка Чубар починає досліджувати відновлення молекулярного азоту комплексами заліза. Хімія перехідних металів була для  неї абсолютно новою галуззю досліджень. Ці дослідження були реалізовані у співпраці із науковою групою Олександра Шилова у Москві, СРСР, який на той час був одним із передових науковців світу в галузі активації молекулярного азоту. Під час досліджень комплексів заліза у Москві, Б'янка Чубар здобула величезний масив експериментальних даних щодо впливу сольових ефектів на кінетику метал-органічних реакцій. Сучасники Б'янки Чубар розповідають, що перебування науковиці в СРСР було одним із найщасливіших періодів її життя. В період із 1976 по 1982 роки, вона активно співпрацювала із подружжям Алли та Олександра Шилових. Науковиця опублікувала кілька статей на тему фіксації нітрогену разом із цими радянськими вченими.  
Б'янка Чубар офіційно пішла на пенсію із Національного центру наукових досліджень у 1978 році. По завершенні офіційної кар'єри дослідниці, вона й надалі продовжувала працювати науково, активно відкриваючи для себе нові галузі досліджень, а саме вона вивчала вплив розчинника на конкуренцію реакцій SN2 та Е2.
У співавторстві з Андре Лупі, вона у 1988 році написала книгу «Сольові ефекти в органічний та металорганічний хімії», яка жваво перекладалася та видавалася у багатьох країнах світу.
Б'янка Чубар померла в Парижі 24 квітня 1990 року.

## Книги

### Механізми органічних реакцій
Книга написана Б'янкою Чубар у 1963 році мала на меті ввести у французьку органічну хімію так звані "ідеї англійської школи", а саме квантові теорії хімічного зв'язку, явища мезомерії та інших електронних ефектів. Книга є підсумуванням результатів доповідей авторки на численних наукових семінарах проведених у 1957-1958 роках. Б'янка Чубар була першим французьким органічним хіміком, хто використав ідеї Лайнуса Полінга та Крістофера Інгольда для пояснення реакційної здатності органічних сполук.
Книгу перекладено 6 мовами.

### Сольові ефекти в органічній та металорганічній хімії
Книга написана Б'янкою Чубар у співавторстві з Андре Лупі у 1988 році є унікальною для світової літератури, адже це перший в історії хімії підручник на тему сольових ефектів в органічних реакціях. В книзі висвітлені узагальнені результати багаторічних експериментальних результатів Б'янки Чубар, а також теоретичний підхід до пояснення сольових ефектів у органічних реакціях розроблений Андре Лупі. В книзі розглянуто вплив солей на швидкість, селективність та напрям атомних реакцій, реакцій сполучення та розриву подвійних зв'язків та біфункціональний каталіз. 
Книга була видана французькою мовою в Парижі видавництвом Bordas у 1988 році, а згодом була перекладена англійською, російською та німецькою мовами.

## Особисте життя
Б'янка Чубар ніколи не була одруженою і не народжувала дітей.
Науковиця була членом комуністичної партії Франції. Була активним читачем щоденної газети L’Humanité, що в той час видавалася французькими комуністами в Парижі. 
Б'янка Чубар була яскравою особистістю. Вона була затятим курцем. Тліюча сигарета не покидала її рук навіть у лабораторіях, де проводилися досліди із вибухонебезпечними речовинами. Вона не надто слідкувала за собою, погано харчувалася, вживала алкоголь, створюючи вигляд особи налаштованої проти всього та всіх. 
Б'янка Чубар була пристрасним водієм Citroën Deux-Chevaux. Неодноразово була винуватцем дорожньо-транспортних пригод, за що була судима. 
Б'янка Чубар плекала атмосферу наукових дискусій у свій лабораторіях, які вона очолювала під час своєї кар'єри. Вона ніколи не користала із свого авторитету у наукових суперечках чи інтерпретаціях результатів певних досліджень, чим заслужила неабияку прихильність вихованців та колег.